# Yohann Tihoni
Yohann Tihoni (ur. 20 lipca 1994 w Tahiti – tahitański piłkarz grający na pozycji pomocnika, reprezentant Tahiti.

## Kariera piłkarska
Yohann Tihoni karierę rozpoczął w 2012 roku w AS Roniu, gdzie gra na pozycji ofensywnego pomocnika.

## Kariera reprezentacyjna
Tihoni w reprezentacji Tahiti zadebiutował w 26 marca 2013 roku w Noumea w przegranym 0:1 meczu przeciwko reprezentacji Nowej Kaledonii w ramach eliminacji do mistrzostw świata 2014 w strefie OFC i do tej pory rozegrał w niej 2 mecze. Brał udział w Pucharze Konfederacji 2013 w Brazylii.

### Mecze i gole w reprezentacji
| L.p. | Data            | Miasto | Przeciwnik     | Wynik | Rozgrywki                   |
| ---- | --------------- | ------ | -------------- | ----- | --------------------------- |
| 1.   | 26 marca 2013   | Noumea | Nowa Kaledonia | 0:1   | Eliminacje do Mundialu 2014 |
| 2.   | 23 czerwca 2013 | Recife | Urugwaj        | 0:8   | Puchar Konfederacji 2013    |